# Качки Ран
Качки Ран (Голям и Малък Качки Ран) (на гуджарати: કચ્છનું મોટું રણ) са два големи солончака в Западна Индия и частично в Югоизточен Пакистан, на югоизток от делтата на река Инд. Площ над 20 000 km², дължина от запад на изток над 300 km, ширина 40 – 80 km. Представляват плоска низинна повърхнина с височина до 200 m (на изток) покрита с черна тиня и различна на цвят сол. Над нея се издигат отделни възвишения с височина до 465 m, които са със стръмни склонове и пясъчни хълмове. По време на летните мусони се залива от водите на Арабско море и на реките Банас и Луни, които се губят в нея. В древността Качки Ран е представлявал морски залив, който е станал част от сушата в резултат на тектонско издигане.